# Pendik
Pendik is een Turks district in de provincie Istanboel en telt 520.486 inwoners (2007). Het district heeft een oppervlakte van 150,1 km².
De bevolkingsontwikkeling van het district is weergegeven in onderstaande tabel.
| 1997    | 2000    | 2007    |
| ------- | ------- | ------- |
| 337.519 | 389.657 | 520.486 |